# Nagyalásony
Nagyalásony es un pueblo ubicado en el distrito de Devecser, en el condado de Veszprém, Hungría.

## Superficie
Posee una superficie de 14,01 kilómetros cuadrados.

## Demografía
Hasta 2019 la población era de 420 habitantes, con una densidad de población de 29,98 habitantes por kilómetro cuadrado.